# Aneta
Aneta je žensko osebno ime. tudi redko ime je .

## Izvor imena
Ime Aneta je različica ženskega osebnega imena Ana.

## Pogostost imena
Po podatkih Statističnega urada Republike Slovenije je bilo na dan 31. decembra 2007 v Sloveniji število ženskih oseb z imenom Aneta: 54.

## Osebni praznik
Osebe z imenom Aneta godujejo takrat kot osebe z imeno Ana.